# 普宁 (小说)
《普宁》（英语：Pnin）是俄罗斯裔美国作家弗拉基米尔·纳博科夫用英语书写的小说。小说大部分内容最初在《纽约客》连载，单行本后于1957年在美国出版。该小说是继《洛丽塔》之后又一部以美国为背景的小说，描述一个名叫铁莫菲·普宁的俄国教授流亡美国在一所大学教书的故事。《普宁》在美国出版获得成功并使纳博科夫在美国文坛崭露头角。